# 1871

## أحداث
- تأسيس مدينة بوجومبورا وتقع حاليا في بوروندي.
- تأسيس مدينة بونتيفيدرا وتقع حاليا في الأرجنتين.
- تأسيس مدينة بيريسو وتقع حاليا في الأرجنتين.
- 28 يناير: نهاية حصار باريس والذي بدأ في 19 سبتمبر 1870.
- نهاية الحرب الفرنسية البروسية في 10 مايو 1871 والتي بدأت في 19 يوليو 1870.

### يناير - مارس
- 2 يناير أماديو الأول يصبح ملكاً على إسبانيا.
- 18 يناير الدول الأعضاء في الاتحاد الألماني الشمالي تتحد مع الدول الألمانية الجنوبية في دولة قومية واحدة عـُرفت باسم الإمبراطورية الألمانية. وإعلان ملك بروسيا كأول إمبراطور لألماني باسم فيلهلم الأول.
- 21 يناير - مجموعة جنود جوزيبي غاريبالدي الفرنسيين والإيطاليين المتطوعين المساندة للجمهورية الفرنسية الثالثة تكسب معركة ديجون ضد البروسيين.
- 21 مارس - جون كامبل مركيز لورن ابن دوق أرغيل الثامن ووزير الدولة لشؤون الهند، يتزوج من الأميرة لويز.
- 22 مارس ويليام هولدن حاكم ولاية كارولينا الشمالية يصبح أول حاكم في الولايات المتحدة يقال من منصبه.
- 29 مارس الملكة فيكتوريا تفتحح قاعة البرت الملكية.

### أبريل - يونيو
- 20 أبريل الرئيس الأمريكي جرانت يوقع قانون خاص بجماعة كو كلوكس كلان.
- 10 مايو استسلام فرنسا وإنهاء الحرب الفرنسية البروسية
- 21 مايو إلى 30 مايو الجمهورية الثالثة الفرنسية القوات الحكومية تغزو كومونة باريس وتسحق التمرد.
- 18 يونيو إلغاء الاختبارات الدينية في جامعة أكسفورد، وكامبريدج ودورهام.
- 20 يوليو كولومبيا البريطانية تنضم إلى الاتحاد الكونفدرالي الكندي.

### يوليو - سبتمبر
- 21 أغسطس إلقاء الفرنسيين القبض على القائد محمد بن فيالة والقضاء على ثورة 1871 م في منطقة جيجل والشمال القسنطيني بالجزائر.
- 30 أغسطس إصدار قانون المقابلة ي مصر لمواجهة العجز المالي الذي تعاني منه حكومة الخديوي إسماعيل وفرض حظر عليه من الباب العالى بمنع الاقتراض الخارجي
- 31 أغسطس أدولف تيير يصبح رئيسا للجمهورية الفرنسية.

### أكتوبر - ديسمبر
- 8 أكتوبر أربعة حرائق كبرى تندلع على ضفاف بحيرة ميشيغان في شيكاغو، ويسكونسن وميشيغان، ويعتبر حريق شيكاغو الأكثر شهرة من هذه، تاركا ما يقرب من 100000 شخص بلا مأوى، على الرغم من حريق ويسكونسن قتل ما يصل إلى 2500 شخص وهو أكبر عدد من الضحايا الحرائق على الإطلاق في تاريخ الولايات المتحدة الأمريكية.
- 20 أكتوبر فوج المدفعية الملكية يشكل أول وحدات من الجيش الكندي عندما شكل اثنين من بطاريات المدفعية الحامية التي أصبحت في نهاية المطاف المدفعية الملكية في كندا.
- 10 ديسمبر المستشار الالمانى أوتو فون بيسمارك يحاول فرض حظر على نشاط الكاثوليك في الساحة السياسية عن طريق إدخال قوانين صارمة بشأن الفصل بين الكنيسة والدولة.
- 19 ديسمبر تأسيس مدينة برمنغهام، ألاباما (الولايات المتحدة).
- 25 ديسمبر—تشكيل نادي ريدينج لكرة القدم.

## متفرقات
- مقاطعات الألزاس واللورين تنقل من فرنسا إلى ألمانيا كنتيجة لهزيمة فرنسا في الحرب البروسية الفرنسية.
- تنظيم نقابات العمال البريطانية واكتسابها الشرعية.
- هاينريش شليمان يبدأ أعمال الحفر لاكتشاف مدينة طراوادة.
- اليابان تشكل قوة شرطة خاصة بها على أساس النموذج الفرنسي.
- تأسيس المدرسة الصيفية بهارفارد.
- دستور الامبراطورية الألمانية يلغي جميع القيود المفروضة على اليهود في الزواج، اختيار المهنة، ومكان الإقامة والملكية. ولكن يظل الاستبعاد من العمالة الحكومية والتمييز في العلاقات الاجتماعية.

## مواليد
- أحمد تيمور
- أحمد طبارة
- ألفين بارغر
- أمين المعلوف
- إرنست رذرفورد
- بييترو بادوليو
- ثاديوس كارواي
- جورج رووه
- دانيال ألوميا روبليس
- صالح السويسي
- عبد الرحمن بن جاسم آل ثاني
- فريدريك بريستون كون
- فيل كيلسو
- كلايد مارتن ريد
- محمد عبد العزيز الرفاعي
- موسى البديري
- نيكولاوس فيلتر
- والتر كانون
- جرجي الكندرجي
- خواجة سليم الله
- قدسي الشيرازي، شاعر إيراني.
- زكي مغامز
- 7 يناير فيليكس إدوارد جوستين إميل بوريل، عالم الرياضيات والسياسي والفرنسي (ت 1956).
- 30 يناير ويلفريد لوكاس، الممثل الكندي المولد (ت 1940).
- 4 فبراير فريدريش إيبرت، رئيس ألمانيا (ت 1925).
- 18 فبراير هاري بريرلي، مخترع إنجليزي (ت 1948)
- 1 مارس بن هارني، المؤلف الموسيقي وعازف البيانو الأمريكي (ت 1938)
- 4 مارس بوريس جليركين، عالم الرياضيات الروسي (ت 1945)
- 5 مارس روزا لوكسمبورغ، سياسي ألماني (ت 1919)
- 19 مارس Haigh سكوفيلد، لاعب الكريكيت الإنجليزي (ت 1921)
- 27 مارس هاينريش مان، الكاتب الألماني (ت 1950)
- 31 مارس آرثر جريفث، رئيس ايرلندا (ت 1922)
- 8 أبريل كلارنس هدسون مصور أمريكي (ت 1925)
- 6 مايو فيكتور غرينيار، الكيمائي الفرنسي، الحائز على جائزة نوبل في الكيمياء (ت 1935)
- 10 يوليو—مارسيل بروست، الكاتب الفرنسي (ت 1922)
- 18 يوليو—سادا ياكو، الممثلة المسرحية اليابانية (ت 1946
- 19 أغسطس -- أورفيل رايت، رائد الطيران الأمريكي، شارك في اختراع ا لطائرة مع شقيق ويلبر (ت 1948)
- 29 أغسطس—ألبرت ليبورن سياسي فرنسي (ت 1950)
- 30 أغسطس—إيرنست روذرفورد، الفيزيائي النيوزيلندي، الحاصل على جائزة نوبل في الكيمياء (ت 1937)
- 27 سبتمبر -- غراتسيا ديليدا، الكاتبة الإيطالية، الحائز على جائزة نوبل (ت 1936)
- 2 أكتوبر -- كورديل هل، وزير خارجية الولايات المتحدة، الحاصل على جائزة نوبل للسلام (ت 1955)
- 30 أكتوبر
- بول فاليري، الشاعر الفرنسي (ت 1945)
- باك فريمان، لاعب البيسبول (ت 1949)
- 1 نوفمبر—ستيفن كرين، الكاتب الأمريكية (ت 1900)
- 13 ديسمبر—اميلي كار، الفنان الكندي (ت 1945)

## وفيات
- الإمام شامل
- بوكلير موسكاو
- تشارلز بابيج
- جون هيرشل
- رشيد أيوب
- عثمان بن بشر
- كاواكامي غنساي
- محمد المقراني
- ناصيف اليازجي
- 19 يناير—السير وليام دينسون، حاكم نيو ساوث ويلز (ولد 1804)
- 12 فبراير—أليس كاري، الشاعر (ولد 1820)
- 20 فبراير—بول كين، الرسام الأيرلندي المولد (ولد 1810)
- 18 مارس—أغسطس دي مورغان، أستاذ وعالم الرياضيات (ولد 1806)
- 11 مايو جون هيرشيل، عالم الفلك الإنجليزي (ولد 1792)
- ما شنغلين، أحد الثوار الجهرية الصوفية من الهوى الذين قاتلوا ضد سلالة تشينغ في تمرد بانثاي.